# Lijst van voetbalinterlands Cambodja - Singapore
Deze lijst van voetbalinterlands is een overzicht van alle officiële voetbalwedstrijden tussen de nationale teams van Cambodja en Singapore. De landen hebben tot op heden twintig keer tegen elkaar gespeeld. De eerste ontmoeting, een vriendschappelijke wedstrijd, vond plaats in Shah Alam (Maleisië) op 13 november 1967. Het laatste duel, een groepswedstrijd tijdens de Zuidoost-Azië Cup 2024, werd gespeeld op 11 december 2024 in Singapore.

## Wedstrijden
| №  | Plaats              | Datum            | Competitie                          | Wedstrijd                  | Uitslag |
| -- | ------------------- | ---------------- | ----------------------------------- | -------------------------- | ------- |
| 1  | Shah Alam           | 5 september 1957 | Vriendschappelijk                   | Singapore − Cambodja       | 1 − 1   |
| 2  | Jakarta             | 10 juni 1972     | Vriendschappelijk                   | Singapore − Khmerrepubliek | 0 − 3   |
| 3  | Saigon              | 28 oktober 1972  | Vriendschappelijk                   | Singapore − Khmerrepubliek | 1 − 0   |
| 4  | Kuala Lumpur        | 26 juli 1973     | Vriendschappelijk                   | Singapore − Khmerrepubliek | 1 − 1   |
| 5  | Kuala Lumpur        | 10 augustus 1973 | Vriendschappelijk                   | Singapore − Khmerrepubliek | 3 − 0   |
| 6  | Jakarta             | 10 oktober 1997  | Zuidoost-Aziatische Spelen 1997     | Cambodja − Singapore       | 1 − 2   |
| 7  | Singapore           | 28 maart 1998    | Zuidoost-Azië Cup 1998 kwalificatie | Singapore − Cambodja       | 3 − 0   |
| 8  | Bandar Seri Begawan | 9 augustus 1999  | Zuidoost-Aziatische Spelen 1999     | Cambodja − Singapore       | 0 − 2   |
| 9  | Songkhla            | 5 november 2000  | Zuidoost-Azië Cup 2000              | Singapore − Cambodja       | 1 − 0   |
| 10 | Hanoi               | 15 december 2004 | Zuidoost-Azië Cup 2004              | Cambodja − Singapore       | 0 − 3   |
| 11 | Phnom Penh          | 11 oktober 2005  | Vriendschappelijk                   | Cambodja − Singapore       | 0 − 2   |
| 12 | Jakarta             | 5 december 2008  | Zuidoost-Azië Cup 2008              | Singapore − Cambodja       | 5 − 0   |
| 13 | Singapore           | 24 november 2013 | Vriendschappelijk                   | Singapore − Cambodja       | 1 − 0   |
| 14 | Singapore           | 17 november 2014 | Vriendschappelijk                   | Singapore − Cambodja       | 4 − 2   |
| 15 | Phnom Penh          | 11 juni 2015     | WK 2018 kwalificatie                | Cambodja − Singapore       | 0 − 4   |
| 16 | Singapore           | 13 oktober 2015  | WK 2018 kwalificatie                | Singapore − Cambodja       | 2 − 1   |
| 17 | Phnom Penh          | 28 juli 2016     | Vriendschappelijk                   | Cambodja − Singapore       | 2 − 1   |
| 18 | Singapore           | 13 november 2016 | Vriendschappelijk                   | Singapore − Cambodja       | 1 − 0   |
| 19 | Phnom Penh          | 16 oktober 2018  | Vriendschappelijk                   | Cambodja − Singapore       | 1 − 2   |
| 20 | Singapore           | 11 december 2024 | Zuidoost-Azië Cup 2024              | Singapore − Cambodja       | 2 − 1   |

## Samenvatting
| Competitie                     | Totaal gespeeld | Winst Cambodja | Gelijk | Winst Singapore | Doelsaldo Cambodja – Singapore |
| ------------------------------ | --------------- | -------------- | ------ | --------------- | ------------------------------ |
| WK-kwalificatie                | 2               | 0              | 0      | 2               | 1 − 6                          |
| Zuidoost-Azië Cup              | 4               | 0              | 0      | 4               | 1 − 11                         |
| Zuidoost-Azië Cup-kwalificatie | 1               | 0              | 0      | 1               | 0 − 3                          |
| Zuidoost-Aziatische Spelen     | 2               | 0              | 0      | 2               | 1 − 4                          |
| Vriendschappelijk              | 11              | 2              | 2      | 7               | 10 − 17                        |
| Totaal                         | 20              | 2              | 2      | 16              | 13 − 41                        |

Wedstrijden bepaald door strafschoppen worden, in lijn met de FIFA, als een gelijkspel gerekend.

## Details

### Vijftiende ontmoeting
| WK 2018 kwalificatie (scheidsrechter Liu Kwok Man, Phnom Penh, 11 juni 2015):                                                                                |              | |
| Cambodja | 0 – 4        | Singapore |
| | goals        | 9' Khairul Amri 21' Safuwan Baharudin 35' Safuwan Baharudin 55' Fazrul Nawaz                                                                                                  |
| Lee Tae-hoon | bondscoach   | Bernd Stange |
| Sou Yaty Prak Chanrathana Kouch Sokumpheak Sothearoth Nen 74' Tieng Tiny Sok Rithy Sun Sovannarith Khuon Laboravy Sokthorn Va Quentin Veasna Soun Say Piseth | opstellingen | Izwan Mahbud Madhu Mohana 80' Khairul Amri Zulfahmi Arifin 73' Hafiz Abu Sujad Shaiful Esah 84' Safuwan Baharudin Hariss Harun Izzdin Shafiq Fazrul Nawaz Nazrul Ahmad Nazari |
| Samnang Chea 74' | wissels      | 73' Gabriel Quak Jun Yi 80' Shahril Ishak 84' Firdaus Kasman |
| Sok Rithy 65' | gele kaarten | 40' Safuwan Baharudin 54' Zulfahmi Arifin |